# E881号線
E881号線 (E881ごうせん、英: European route E881) はトルコにあり、イズミット – ブルサ – バルケスィル – マニサ – イズミル – チェシュメを結ぶ、欧州自動車道路のBクラス幹線道路。

## 経路
- トルコ
  - E80号線 – イズミット
  - E90号線 – ブルサ
  - E87号線,E96号線 – イズミル
  - チェシュメ